# Sigfrido Blasco-Ibáñez
 (janvier 2025).
Si vous disposez d'ouvrages ou d'articles de référence ou si vous connaissez des sites web de qualité traitant du thème abordé ici, merci de compléter l'article en donnant les références utiles à sa vérifiabilité et en les liant à la section « Notes et références ».
Pour les articles homonymes, voir Blasco.
Sigfrido Blasco-Ibáñez Blasco , né à Valence en 1902 et mort en 1983, est un homme politique et journaliste valencien, fils cadet de Vicente Blasco Ibáñez. 

## Biographie
Adhérent comme son père au mouvement républicaniste espagnol, en 1929 il fait l'acquisition du journal El Pueblo auprès de Félix Azzati. Au cours de la Seconde République, il est leader du Parti d'union républicaine autonomiste, représentant du courant blasquiste lancé par son père, et est élu député en son sein à l'assemblée constituante de la République aux élections de 1931. Il est réélu député en 1933. Allié d'Alejandro Lerroux, il se trouve impliqué dans le scandale du Straperlo, ce qui le prive d'une part importante du soutien qu'il recevait des républicains valenciens.
Fragilisé, il se rapproche des thèses de Niceto Alcalá Zamora et s'éloigne de Lerroux, se présentant en indépendant aux élections de 1936, mais n'est pas élu. Il s'exile en France avec l'aide de la CNT au début de la Guerre civile. Il vit ensuite au Chili, puis de nouveau en France à Nice, puis vers la fin de ses jours rentre à Valence en 1977.